# Snežnogorsk (Oblast' di Murmansk)
Snežnogorsk (in russo Снежного́рск?) è una città della Russia europea settentrionale (oblast' di Murmansk), situata nella penisola di Kola, 112 km a sud del capoluogo Murmansk. È una città chiusa (ZATO) e fa parte del distretto urbano chiuso di Aleksandrovsk assieme alle città di Gadžievo e Poljarnyj.
Snežnogorsk è stata sede di parte della Flotta del Nord, che ha fatto sì che venisse decretata città chiusa; dalla sua fondazione ha avuto anche i nomi di Vjužnyj (in russo Вьюжный) e Murmansk-60.

## Società

### Evoluzione demografica
Abitanti censiti